# Ciudad Abierta

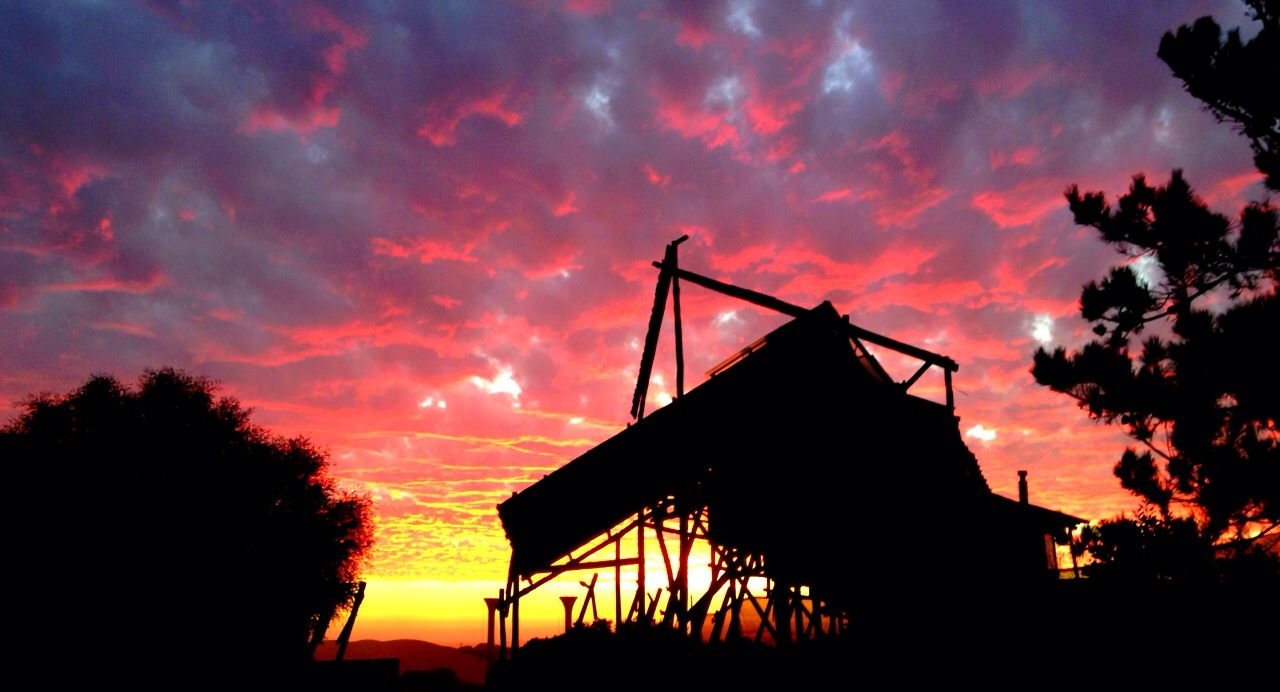
Ciudad Abierta, Ritoque – Flickr

Ciudad Abierta (gegründet 1971 in Ritoque bei Valparaíso in Chile) ist ein experimentelles Bauprojekt.
In der Ciudad Abierta/Offene Stadt soll es möglich sein, Leben, Arbeiten und Studieren miteinander zu verbinden. Entstanden ist diese Idee an der Universität. Dort trafen sich ab Mitte der fünfziger Jahre Professoren, Architekten, Künstler und Dichter, die später das Manifest der Ciudad Abierta Amereida (zusammengesetzt aus den Worten Amerika und Eneida) schrieben. 1970 wurde das Gelände der Ciudad Abierta angekauft. Es handelt sich dabei um ein nahezu unbebautes Gebiet von 270 Hektar Ausdehnung. Ein Areal davon wird als architektonisches und künstlerisches Experimentierfeld der Fakultät für Architektur und Design der Päpstlichen Katholischen Universität von Valparaíso genutzt. Teile der weiten Dünenlandschaft Ritoque mit mehr als drei Kilometern Strand gehören dazu sowie auch das Feuchtgebiet Manta-gua.
2017 wurde die Arbeit Ciudad Abierta auf der documenta 14 präsentiert.